# Michael Miabesue Bibi
Michael Miabesue Bibi (ur. 28 lipca 1971 w Bamessing) – kameruński duchowny katolicki, biskup pomocniczy Bamendy w latach 2017–2021, biskup diecezjalny Buéa od 2021.

## Życiorys

### Prezbiterat
Święcenia kapłańskie otrzymał 26 kwietnia 2000 i został inkardynowany do archidiecezji Bamenda. Przez kilka lat pracował jako wikariusz, a w latach 2004–2006 studiował katechetykę w Birmingham. Po powrocie do kraju pracował w kilku diecezjalnych kolegiach, a następnie pełnił funkcje kanclerza kurii, sekretarza biskupiego oraz sekretarza kancelarii kurii.

### Episkopat
24 stycznia 2017 papież Franciszek mianował go biskupem pomocniczym archidiecezji Bamenda oraz biskupem tytularnym Amudarsa. Sakry udzielił mu 25 marca 2017 arcybiskup Cornelius Fontem Esua. 5 stycznia 2021 papież Franciszek przeniósł go na urząd biskupa diecezjalnego Buéa. Ingres odbył się 25 lutego 2021.